# 白云涛
白云涛（1961年2月—）籍贯北京，中华人民共和国历史学家，中国国家博物馆副馆长。

## 生平
1983年7月参加工作，1988年6月加入中国共产党。1983年7月到1985年8月，为北京市平谷县峪口中学教师。1985年9月到1988年7月，在北京师范学院历史系历史系中国近现代史专业研究生学习，取得研究生学历，硕士学位。1988年8月到2003年10月，在中国革命博物馆陈列部、学术研究部工作（其间1993年8月任研究室副主任，2001年获文博专业研究馆员任职资格，2002年6月任学术研究部主任）。2003年10月到2014年10月，任中国国家博物馆学术研究中心副主任（正处级）。2014年10月到2015年9月，任中国国家博物馆展览二部主任。2015年8月起，任中国国家博物馆副馆长。他还兼任中国现代史学会副会长。